# هنتاتة

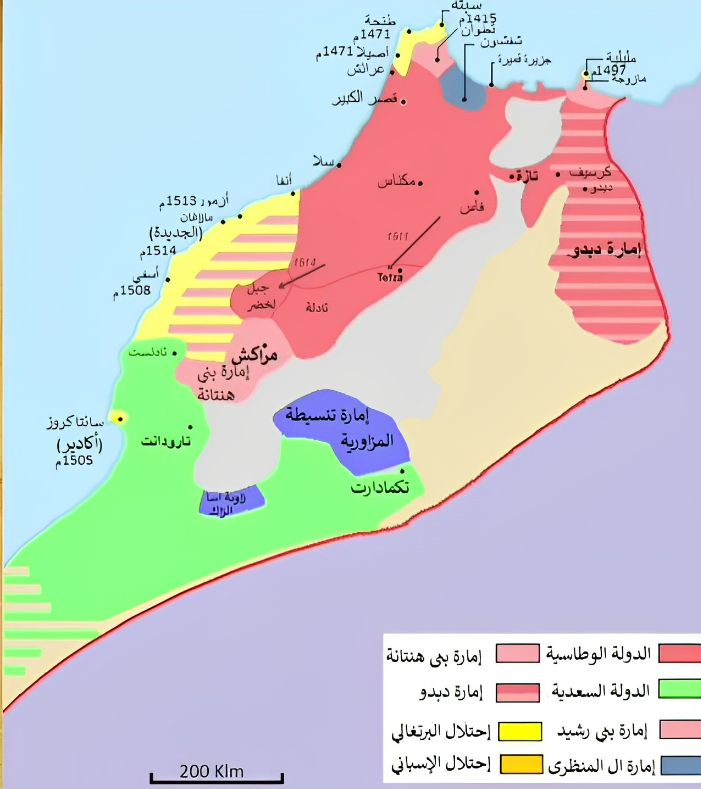
خريطة أكثر تفصيلا لدولة بني الوطاس

هنتاتة (بالامازيغية: ⵢⵉⵏⵜⵉ أو ⵉⵏⵜⵉ ، ينتي أو أنتي) هي اتحاد قبلي درني مصمودي الأصل في جبال درن، وتقع أراضيهم جنوب غرب مراكش، شرق وادي نفيس في الأطلس الكبير. بسطت هذه القبائل نفوذها على منطقة مراكش بين القرن الثاني عشر والقرن السادس عشر. بعد أن ساعدت الموحدين على الوصول إلى السلطة ، وكانت الهنتاتة دائمًا قريبة جدًا من الخلفاء الموحدين. أصبحوا حكامًا لمراكش في نهاية القرن الثالث عشر ، أولاً نيابة عن السلاطين المرينيين ، ثم بشكل مستقل تمامًا من بداية عام 1440. كان لهم دور في مقاومة الهجوم البرتغالي عام 1515 ، أنتهت سلطتهم على مراكش بعد سقوط دولتهم على يد الأمير السعدي أحمد الأعرج في 1525. كان سلاطين الدولة الحفصية في تونس ينحدرون من قبائل الهنتاتة.
قد قدمنا أن قبائل المصامدة بجبل دَرَن وما حوله كثير مثل : هنتاتة وتينملل وهرغه وكنفيسة وسكسيوة وكدميوة وهزرجة ووريكة وهزميرة وركراكة وحاحة وبني ماغوس وكلاوة وغيرهم ممن لا يحصى. وكان منهم قبل الإسلام وبعده رؤساء وملوك . وهنتاتة هؤلاء من أعظم قبائلهم وأكثرها جمعاً وأشدّها قوة ، وهم السابقون للقيام بدعوة المهدي والممهدون لأمره وأمر عبد المؤمن من بعده ، كما ذكرنا في أخباره . وإسم هنتات جدهم بلسان المصامدة حتى كان كبيرهم لعهد الإمام المهدي الشيخ أبوحفص عمر بن يحيى ، ونقل البيذق أن إسمه بلسانهم فارصكات (فاصكات).

## أصل تسمية
يذكر عن ابن خلدون في كتابه ديوان المبتدأ والخبر في أيام العرب والعجم والبربر ومن عاصرهم من ذوي السلطان الأكبر:
وإسم هنتات جدهم بلسان المصامدة حتى كان كبيرهم لعهد الإمام المهدي الشيخ أبو حفص عمر بن يحيى ، ونقل البيدق أن إسمه بلسانهم فارصكات (فاصكات).

## هنتاتيين و بلادهم
مارمول كاربخال إفريقيا:
هذا أعلى جبال الاطلس الكبير، يبتدىء غرباً من جبل كدميوة، ويمتد نحو الشرق إلى جبل أنماي على مسافة ستة عشر فرسخا(50) سكانه بربر من فرع هنتاتة المنتمين لقبيلة مصمودة، وهم قوم أثرياء محبون للحرب، يدعون أنهم أشرف سكان إفريقيا، لهم عدد عديد من الفرسان، وحصن حصين بناه أكابر القبيلة منذ زمن قريب، ومنه كانوا يحاربون الشرفاء قبل أن يستولوا على مراكش.
قمة هذا الجبل مغطاة بالثلج طوال معظم السنة، بحيث إنه لا وجود لشجر ولا نبات من شدة البرد، وتشاهد في كل مكان أعمدة كبيرة وأحواض من الرخام الابيض الرفيع جدا لسقايات يبدو أنها صنعت أيام ازدهار مدينة مراكش، إذ توجد في الضواحي عدة مقالع من هذه الأحجار، لكن الحروب حالت دون أهداف الملوك فبقيت هنا بدون استعمال بسبب همجية السكان.

انماي وهذا أيضاً أحد جبال الأطلس الكبير الشاهقة، يحده الجبل السابق من جهة الغروب، وجبل تسيوين من ناحية الشرق. يسكنه نفس القوم، وتقع مدينة أنماي في المنحدر كما أسلفنا (51). تكثر في أرجائه أشجار الجوز، والزيتون والسفرجل، والتفاح، وغيرها من الاشجار المثمرة، وهو أهل بعدد كثير من السكان الذين يتباهون بالشجاعة، ويملكون كمية وافرة من الخيل، وقطعان المواشي الكبيرة والصغيرة، بسب كثرة الكلا واعتدال الهواء. يحصلون القمح والشعير والدخن في أراضي المنحدر والأودية التي يسقونها بالعيون المتفجرة بين هذه الصخور فتكون فيما بعد النهرين اللذين تحدثنا عنهما سابقاً، المسميين تساوين.
الـحـسـن الـوزان وصـف إفـريـقـيا:
لم تر عيني قط أعلى من هذا الجبل الذي يبتدىء غرباً من تخوم كدميوة، ويمتد على مسافة نحو خمسة وأربعين ميلا إلى جبل أديمي. يسكن هذا الجبل رجال شجعان أغنياء يملكون كثيراً من الخيل. وهناك حصن يحكمه أمير من أقرباء حاكم مراكش (48)، لكن الحرب بينها مستمرة بسبب خلاف حول بعض القرى والأراضي الواقعة في الحدود بينهما. وفي هذا الجبل كثير من الصناع اليهود يؤدون الجزية لهذا الأمير، وهم جميعاً من نحلة القراء الذين يعتمدون نصوص التوراة وحدها)، ويقال انهم يبلون البلاء الحسن في الحرب إذا أعطوا السلاح.
قمة جبل هنتانة مغطاة دائما بالثلوج، حسبتها يوم رأيتها لأول مرة سحاباً لشدة على هذا الجبل وحدوره جرداء لا شجر فيها ولا نبات وفيه أماكن عديدة يمكن أن يستخرج منها مرمر شديد البياض والصفاء، لكن أهل البلد لا يقدرون قدره ولا يعرفون طريقة استخراجه ولا صفله. ويوجد هناك أيضاً عدد من الاعمدة والتيجان الرخامية المنقوشة، وفسقيات (خصات) في غاية الضخامة والجمال صنعت أيام الملوك العظماء الذين سبق أن تحدثنا عنهم، لكن الحروب عرقلت مشاريعهم .
ولقد رأيت هنا عدداً من الأشياء العجيبة، لكن ذاكرتي الواهية لم تتمكن من استذكارها لاشتغالها بما هو أهم.
أديمي جبل كبير شاهق يبتدىء من حدود جبال هنتاتة غرباً، ويسير شرقاً الى نهر تساوت وهناك توجد المدينة التي سبق أن قلنا ان الحاكم قتل بها في حرب بينه وبين ملك فاس .

يسكن هذا الجبل عدد من القبائل، وفيه غابات من شجر اللوز والزيتون والسفرجل . ورجاله أبطال يملكون أعداداً وافرة من الحيوانات المختلفة ، لأن الجو هنا معتدل والأرض خصبة تنبع من هذا الجبل عيون كثيرة وشهران سنتحدث عنهما في القسم الذي خصصناه لهذا الوصف.
ابن خلدون ديوان المبتدأ والخبر في تاريخ العرب والبربر ومن عاصرهم من ذوي الشأن الأكبر:
وأما هنتاتة وهم تلو القبيلتين في الأمر، وكل من بعدهم فإنما جاؤوا على أثرهم وتبعاً لهم لما كانوا عليه من الكثرة والبأس ومكان شيخهم أبي حفص عمر بن يحيى من صحابة الإمام والاعتزاز على المصامدة. وكانت لهم بإفريقية دولة كما نذكرهم، فاتفقت الدولتان منهم عوالم في سبيل الاستظهار بهم وبقي بموطنهم المعروف بهم من جبال ذرَن، وهو الجبل المتاخم لمراكش على توسط من الاستبداد والخضوع ولهم في قومهم مكان بامتناع معقلهم وإطلاله على مراكش.

## بطون هنتاتة
هنتاتة سددهم الله ، لهم من الأفخاذ تسعة ، من ذالك ، بنو تلوه ثبت ، آیت تلوه ريت معاً ، بنو تا گرتنت ، آیت ناگرتنت معاً ، بنو تومسیدین ، آیت تومسيدين معاً ، بنو لمز دور ، آيت المزدور معاً ، غيناية ، إينيغاين معاً، مزالة آيت مزال معاً حلفاء ، بنو و اوزگیت آیت واوزكيت معاً ، بنو يغز آيت ييغز معاً ، بنو تكلاوه تین ، آيت تكلاوه تين معاً.